# Powwow

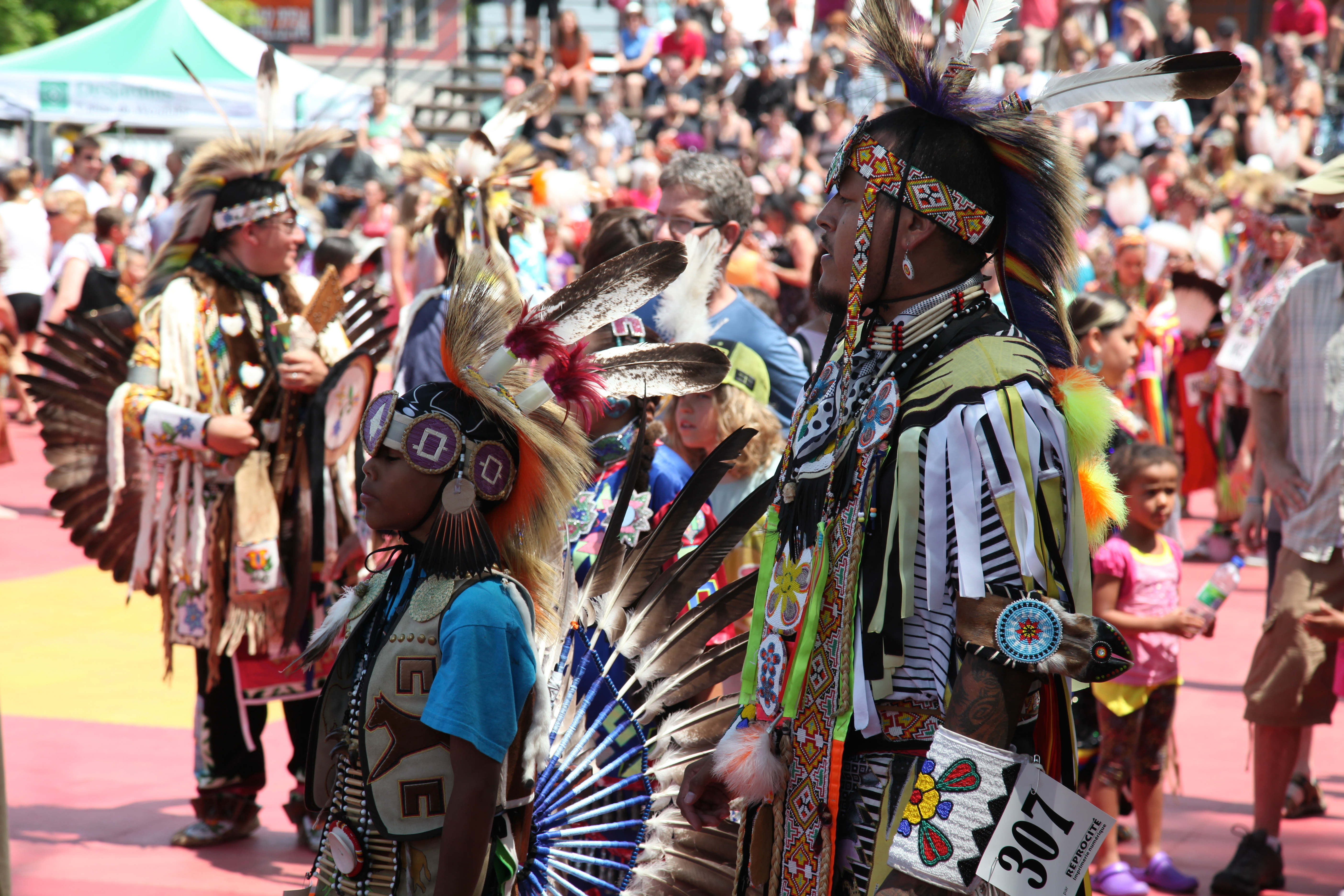
Pow-Wow Wendake, Canadá

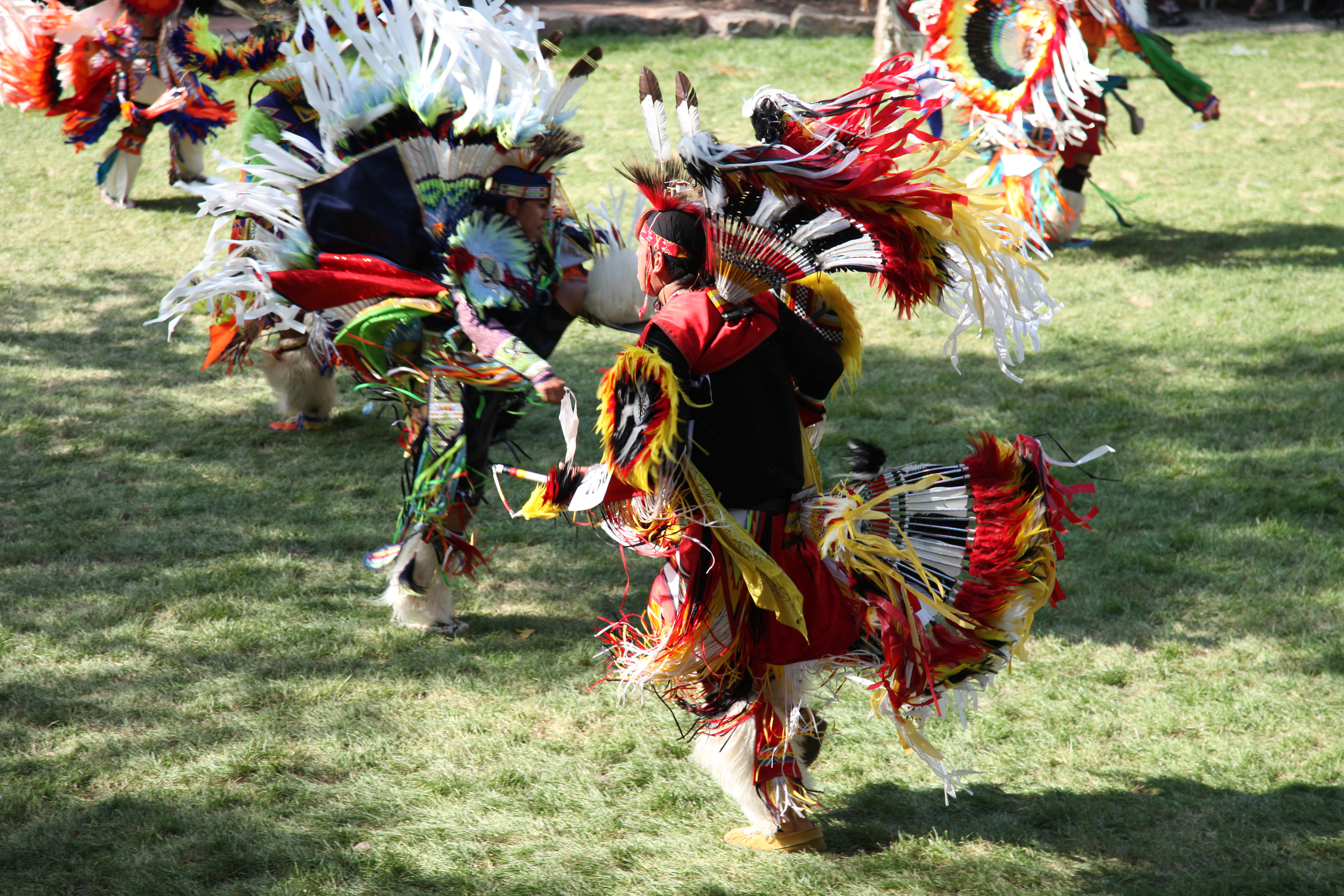
Pow-Wow Wendake, Canadá, 2016

Un powwow, pow wow o pow-wow es una reunión de pueblos indígenas de Norteamérica. El término deriva de la voz narragansett powwaw que significa 'líder espiritual'. Un powwow moderno es un tipo de evento específico donde los nativos americanos se reúnen para cantar, bailar, socializar y honrar a su cultura. Generalmente hay una competición de danza, con significativos premios económicos. Los powwows tienen una duración variable, de entre 6 horas a 3 días. Los powwows en ocasiones especiales pueden durar hasta una semana.
El término también ha sido empleado para describir cualquier reunión de tribus nativas americanas y puede ser escuchado con frecuencia en las películas wéstern. También se hizo uso de esta palabra para hablar de consejos militares de oficiales, pero su uso es por algunos visto como una falta de respeto a la cultura nativa.